# 18. Panzer-Division
18. Panzer-Division var en tysk pansardivision under andra världskriget. Divisionen tjänstgjorde hela sin tid på östfronten tills den upplöstes efter slaget vid Kursk.

## Slag

### Operation Barbarossa
Divisionen tillhörde Heinz Guderians Panzergruppe 2 som utgjorde Armégrupp Mittes södra spjutspets.

### Slaget vid Kursk
Deltog som en del av XXXXI. Panzerkorps på den norra flanken av Kurskfickan.

## Befälhavare[1]
- Generalmajor Walther Nehring (26 oktober 1940 - 26 januari 1942)
- Generalleutnant Karl von Thüngen (26 januari 1942 - 24 april 1942)
- Generalmajor Albert Praun (25 april 1942 - 24 augusti 1942)
- Generalleutnant Karl von Thüngen (24 augusti 1942 - 14 september 1942)
- Generalleutnant Erwin Menny (15 september 1942 - 24 december 1942)
- Generalleutnant Karl von Thüngen (25 december 1942 - 31 mars 1943)
- Generalmajor Karl-Wilhelm von Schlieben (1 april 1943 - 7 september 1943)

## Organisation
Divisionens organisation 1943.
- Stab
- 18. Panzer-Regiment
- 52. Panzergrenadier-Regiment
  - Panzergrenadier-Bataillon I
  - Panzergrenadier-Bataillon II
  - Infanterie Geschütz Kompanie motoriserat
- 101. Panzergrenadier-Regiment
  - Panzergrenadier-Bataillon I
  - Panzergrenadier-Bataillon II
  - Infanterie Geschütz Kompanie motoriserat
- 88. Panzerjäger-Abteilung Pansarvärnsbataljon
  - Panzerjäger-Kompanie motoriserat
  - Panzerjäger-Kompanie motoriserat
  - Panzerjäger-Kompanie självgående
  - Flak-Kompanie självgående luftvärnskompani
- 18. Aufklärungs-Abteilung Spaningsbataljon
- 88. Artillerie-Regiment
  - Artillerie-Abteilung I
  - Artillerie-Abteilung II
  - Artillerie-Abteilung III motoriserat
- 98. Pionier-Bataillon Pionjärbataljon
- 88. Nachrichten-Abteilung Signalbataljon